# Campeonato Mundial Júnior de Patinação Artística no Gelo de 2015
O Campeonato Mundial Júnior de Patinação Artística no Gelo de 2015 foi a quadragésima edição do Campeonato Mundial Júnior de Patinação Artística no Gelo, um evento anual de patinação artística no gelo organizado pela União Internacional de Patinação (em inglês:  International Skating Union) onde os patinadores artísticos competem pelo título de campeão mundial júnior. A competição foi disputada entre os dias 2 de março e 8 de março, na cidade de Tallinn, Estônia.

## Eventos
- Individual masculino
- Individual feminino
- Duplas
- Dança no gelo

## Medalhistas
| Evento                        | Ouro                                     | Prata                                                | Bronze                                         |
| Individual masculino detalhes | Shoma Uno · Japão                        | Jin Boyang · China                                   | Sota Yamamoto · Japão                          |
| Individual feminino detalhes  | Evgenia Medvedeva · Rússia               | Serafima Sakhanovich · Rússia                        | Wakaba Higuchi · Japão                         |
| Duplas detalhes               | Yu Xiaoyu · Jin Yang · China             | Julianne Séguin · Charlie Bilodeau · Canadá          | Lina Fedorova · Maxim Miroshkin · Rússia       |
| Dança no gelo detalhes        | Anna Yanovskaya · Sergey Mozgov · Rússia | Lorraine McNamara · Quinn Carpenter · Estados Unidos | Oleksandra Nazarova · Maksym Nikitin · Ucrânia |

## Resultados

### Individual masculino
| Pos.                                                  | Nome               | Nacionalidade    | Pontos | PC         | PL          |
| ----------------------------------------------------- | ------------------ | ---------------- | ------ | ---------- | ----------- |
| Medalha de ouro                                       | Shoma Uno          | Japão            | 232.54 | 84.87 (1)  | 147.67 (2)  |
| Medalha de prata                                      | Jin Boyang         | China            | 229.70 | 72.85 (5)  | 156.85 (1)  |
| Medalha de bronze                                     | Sota Yamamoto      | Japão            | 215.45 | 69.99 (7)  | 145.46 (3)  |
| 4                                                     | Nathan Chen        | Estados Unidos   | 213.85 | 69.87 (9)  | 143.98 (4)  |
| 5                                                     | Adian Pitkeev      | Rússia           | 210.71 | 76.94 (2)  | 133.77 (7)  |
| 6                                                     | Alexander Petrov   | Rússia           | 206.23 | 75.28 (3)  | 130.95 (10) |
| 7                                                     | Deniss Vasiļjevs   | Letônia          | 202.73 | 69.95 (8)  | 132.78 (8)  |
| 8                                                     | Daniel Samohin     | Israel           | 202.39 | 67.00 (12) | 135.39 (5)  |
| 9                                                     | Kim Jin-seo        | Coreia do Sul    | 202.25 | 74.43 (4)  | 127.82 (11) |
| 10                                                    | Andrew Torgashev   | Estados Unidos   | 201.74 | 67.78 (10) | 133.96 (6)  |
| 11                                                    | Alexander Samarin  | Rússia           | 201.70 | 70.61 (6)  | 131.09 (9)  |
| 12                                                    | Denis Margalik     | Argentina        | 187.26 | 62.43 (14) | 124.83 (12) |
| 13                                                    | Zhang He           | China            | 186.91 | 67.49 (11) | 119.42 (13) |
| 14                                                    | Roman Sadovsky     | Canadá           | 177.99 | 66.36 (13) | 111.63 (17) |
| 15                                                    | Hiroaki Sato       | Japão            | 176.66 | 59.94 (17) | 116.72 (14) |
| 16                                                    | Ivan Pavlov        | Ucrânia          | 171.02 | 55.10 (21) | 115.92 (15) |
| 17                                                    | Niko Ulanovsky     | Alemanha         | 170.37 | 62.32 (15) | 108.05 (18) |
| 18                                                    | Irakli Maysuradze  | Geórgia          | 168.45 | 54.10 (24) | 114.35 (16) |
| 19                                                    | Julian Zhi Jie Yee | Malásia          | 160.20 | 57.46 (18) | 102.74 (19) |
| 20                                                    | Kevin Shum         | Estados Unidos   | 158.61 | 61.61 (16) | 97.00 (22)  |
| 21                                                    | Graham Newberry    | Reino Unido      | 154.94 | 54.56 (23) | 100.38 (20) |
| 22                                                    | Matteo Rizzo       | Itália           | 154.62 | 55.61 (20) | 99.01 (21)  |
| 23                                                    | Nicola Todeschini  | Suíça            | 152.56 | 56.05 (19) | 96.51 (23)  |
| 24                                                    | Slavik Hayrapetyan | Armênia          | 135.06 | 54.95 (22) | 80.11 (24)  |
| Não avançaram para a patinação livre / programa longo |                    |                  |        |            |             |
| 25                                                    | Nicolas Nadeau     | Canadá           | —      | 53.45 (25) |             |
| 26                                                    | Sondre Oddvoll Bøe | Noruega          | —      | 53.43 (26) |             |
| 27                                                    | Chih-I Tsao        | Taipé Chinesa    | —      | 52.55 (27) |             |
| 28                                                    | Petr Kotlařík      | República Tcheca | —      | 51.24 (28) |             |
| 29                                                    | Simon Hocquaux     | França           | —      | 51.19 (29) |             |
| 30                                                    | Marco Klepoch      | República Tcheca | —      | 50.44 (30) |             |
| 31                                                    | James Min          | Austrália        | —      | 48.69 (31) |             |
| 32                                                    | Aleix Gabara       | Espanha          | —      | 46.60 (31) |             |
| 33                                                    | Larry Loupolover   | Azerbaijão       | —      | 45.92 (33) |             |
| 34                                                    | Nicky Obreykov     | Suécia           | —      | 45.68 (34) |             |
| 35                                                    | Anton Karpuk       | Bielorrússia     | —      | 45.67 (35) |             |
| 36                                                    | Roman Galay        | Finlândia        | —      | 45.06 (36) |             |
| 37                                                    | Samuel Koppel      | Estônia          | —      | 41.53 (37) |             |
| 38                                                    | Krzysztof Gała     | Polônia          | —      | 41.00 (38) |             |
| 39                                                    | Jiří Bělohradský   | República Tcheca | —      | 37.06 (39) |             |
| 40                                                    | Gļebs Basins       | Letônia          | —      | 36.62 (40) |             |

### Individual feminino
| Pos.                                                  | Nome                     | Nacionalidade    | Pontos | PC         | PL         |
| ----------------------------------------------------- | ------------------------ | ---------------- | ------ | ---------- | ---------- |
| Medalha de ouro                                       | Evgenia Medvedeva        | Rússia           | 192.27 | 68.48 (1)  | 124.49 (1) |
| Medalha de prata                                      | Serafima Sakhanovich     | Rússia           | 186.15 | 63.09 (2)  | 123.06 (3) |
| Medalha de bronze                                     | Wakaba Higuchi           | Japão            | 185.57 | 61.27 (3)  | 124.30 (2) |
| 4                                                     | Elizabet Tursynbayeva    | Cazaquistão      | 173.44 | 55.95 (7)  | 117.49 (4) |
| 5                                                     | Maria Sotskova           | Rússia           | 169.04 | 53.95 (10) | 115.09 (5) |
| 6                                                     | Kaori Sakamoto           | Japão            | 166.25 | 58.72 (4)  | 107.53 (6) |
| 7                                                     | Yuka Nagai               | Japão            | 163.93 | 56.93 (6)  | 107.00 (7) |
| 8                                                     | Karen Chen               | Estados Unidos   | 157.30 | 51.64 (12) | 105.66 (8) |
| 9                                                     | Choi Da-bin              | Coreia do Sul    | 156.38 | 54.32 (9)  | 102.06 (9) |
| 10                                                    | Diāna Ņikitina           | Letônia          | 148.63 | 51.22 (13) | 97.41 (10) |
| 11                                                    | Nicole Rajičová          | Eslováquia       | 143.77 | 57.15 (5)  | 86.62 (13) |
| 12                                                    | Anastasia Galustyan      | Armênia          | 140.74 | 53.10 (11) | 87.64 (12) |
| 13                                                    | Jenni Saarinen           | Finlândia        | 139.50 | 55.43 (8)  | 84.07 (15) |
| 14                                                    | Lutricia Bock            | Alemanha         | 137.90 | 47.78 (17) | 90.12 (11) |
| 15                                                    | Guia Maria Tagliapietra  | Itália           | 134.06 | 49.78 (14) | 84.28 (14) |
| 16                                                    | Kailani Craine           | Austrália        | 125.94 | 47.76 (18) | 78.18 (16) |
| 17                                                    | Elizaveta Ukolova        | República Tcheca | 123.44 | 46.39 (20) | 77.05 (17) |
| 18                                                    | Deimantė Kizalaitė       | Lituânia         | 120.02 | 48.04 (16) | 71.98 (19) |
| 19                                                    | Tyler Pierce             | Estados Unidos   | 118.21 | 46.77 (19) | 71.44 (22) |
| 20                                                    | Léa Serna                | França           | 118.07 | 45.35 (21) | 72.72 (18) |
| 21                                                    | Li Xiangning             | China            | 116.98 | 45.06 (24) | 71.92 (20) |
| 22                                                    | Juni Marie Benjaminsen   | Noruega          | 116.85 | 45.30 (22) | 71.55 (21) |
| 23                                                    | Niki Wories              | Países Baixos    | 115.73 | 48.56 (15) | 67.17 (24) |
| 24                                                    | Yu Shuran                | Singapura        | 112.61 | 45.24 (23) | 67.37 (23) |
| Não avançaram para a patinação livre / programa longo |                          |                  |        |            |            |
| 25                                                    | Julia Sauter             | Romênia          | —      | 45.00 (25) |            |
| 26                                                    | Selena Zhao              | Canadá           | —      | 44.22 (26) |            |
| 27                                                    | Danielle Harrison        | Reino Unido      | —      | 44.17 (27) |            |
| 28                                                    | Ivett Tóth               | Hungria          | —      | 44.03 (28) |            |
| 29                                                    | Kim DeGuise-Léveillée    | Canadá           | —      | 43.75 (29) |            |
| 30                                                    | Yoon Eun-su              | Coreia do Sul    | —      | 43.38 (30) |            |
| 31                                                    | Lara Roth                | Áustria          | —      | 42.20 (31) |            |
| 32                                                    | Anita Östlund            | Suécia           | —      | 40.88 (32) |            |
| 33                                                    | Netta Schreiber          | Israel           | —      | 40.60 (33) |            |
| 34                                                    | Kristina Škuleta-Gromova | Estônia          | —      | 40.54 (34) |            |
| 35                                                    | Elif Erdem               | Turquia          | —      | 39.94 (35) |            |
| 36                                                    | Alina Biletska           | Ucrânia          | —      | 39.41 (36) |            |
| 37                                                    | Michaela Du Toit         | África do Sul    | —      | 38.69 (37) |            |
| 38                                                    | Mäeva Gallarda Rossell   | Espanha          | —      | 37.26 (38) |            |
| 39                                                    | Pernille Sørensen        | Dinamarca        | —      | 36.64 (39) |            |
| 40                                                    | Daria Batura             | Bielorrússia     | —      | 35.90 (40) |            |
| 41                                                    | Maisy Hiu Ching Ma       | Hong Kong        | —      | 35.48 (41) |            |
| 42                                                    | Matilde Gianocca         | Suíça            | —      | 34.18 (42) |            |
| 43                                                    | Thita Lamsam             | Tailândia        | —      | 29.76 (43) |            |

### Duplas
| Pos.              | Nome                                | Nacionalidade    | Pontos | PC         | PL         |
| ----------------- | ----------------------------------- | ---------------- | ------ | ---------- | ---------- |
| Medalha de ouro   | Yu Xiaoyu / Jin Yang                | China            | 178.79 | 62.56 (1)  | 116.23 (1) |
| Medalha de prata  | Julianne Séguin / Charlie Bilodeau  | Canadá           | 176.32 | 61.32 (2)  | 115.00 (2) |
| Medalha de bronze | Lina Fedorova / Maxim Miroshkin     | Rússia           | 154.33 | 58.27 (3)  | 96.06 (3)  |
| 4                 | Anastasia Gubanova / Alexei Sintsov | Rússia           | 140.39 | 50.36 (4)  | 90.03 (5)  |
| 5                 | Caitlin Fields / Ernie Utah Stevens | Estados Unidos   | 138.62 | 46.84 (7)  | 91.78 (4)  |
| 6                 | Ami Koga / Francis Boudreau Audet   | Japão            | 134.97 | 48.45 (6)  | 86.52 (6)  |
| 7                 | Chelsea Liu / Brian Johnson         | Estados Unidos   | 133.57 | 49.96 (5)  | 83.61 (8)  |
| 8                 | Anna Dušková / Martin Bidař         | República Tcheca | 128.80 | 45.51 (9)  | 83.29 (9)  |
| 9                 | Shalena Rau / Sébastian Arcieri     | Canadá           | 128.66 | 46.18 (8)  | 82.48 (10) |
| 10                | Mary Orr / Phelan Simpson           | Canadá           | 128.25 | 43.73 (11) | 84.52 (7)  |
| 11                | Daria Beklemisheva / Maxim Bobrov   | Rússia           | 121.98 | 44.45 (10) | 77.53 (12) |
| 12                | Bianca Manacorda / Niccolò Macii    | Itália           | 118.27 | 40.07 (13) | 78.20 (11) |
| WD                | Renata Ohanesian / Mark Bardei      | Ucrânia          | 43.61  | 43.61 (12) | — (WD)     |

### Dança no gelo
| Pos.                                     | Nome                                        | Nacionalidade    | Pontos | DC         | DL         |
| ---------------------------------------- | ------------------------------------------- | ---------------- | ------ | ---------- | ---------- |
| Medalha de ouro                          | Anna Yanovskaya / Sergey Mozgov             | Rússia           | 155.92 | 62.22 (1)  | 93.70 (1)  |
| Medalha de prata                         | Lorraine McNamara / Quinn Carpenter         | Estados Unidos   | 146.90 | 59.10 (3)  | 87.80 (3)  |
| Medalha de bronze                        | Oleksandra Nazarova / Maksym Nikitin        | Ucrânia          | 146.08 | 55.77 (5)  | 90.31 (2)  |
| 4                                        | Rachel Parsons / Michael Parsons            | Estados Unidos   | 140.94 | 58.39 (4)  | 82.55 (5)  |
| 5                                        | Mackenzie Bent / Garrett MacKeen            | Canadá           | 140.30 | 61.09 (2)  | 79.21 (8)  |
| 6                                        | Madeline Edwards / Zhao Kai Pang            | Canadá           | 135.12 | 52.34 (6)  | 82.78 (4)  |
| 7                                        | Natalia Kaliszek / Maksym Spodyriev         | Polônia          | 131.78 | 50.55 (10) | 81.23 (6)  |
| 8                                        | Angélique Abachkina / Louis Thauron         | França           | 131.31 | 51.69 (8)  | 79.62 (7)  |
| 9                                        | Carolina Moscheni / Ádám Lukács             | Hungria          | 130.41 | 52.05 (7)  | 78.36 (9)  |
| 10                                       | Sofia Evdokimova / Egor Bazin               | Rússia           | 126.94 | 50.44 (11) | 76.50 (10) |
| 11                                       | Betina Popova / Yuri Vlasenko               | Rússia           | 125.43 | 51.17 (9)  | 74.26 (11) |
| 12                                       | Katharina Müller / Tim Dieck                | Alemanha         | 122.48 | 48.71 (13) | 73.77 (12) |
| 13                                       | Elliana Pogrebinsky / Alex Benoit           | Estados Unidos   | 120.10 | 49.37 (12) | 70.73 (14) |
| 14                                       | Valeria Haistruk / Oleksiy Oliynyk          | Ucrânia          | 118.92 | 46.74 (14) | 72.18 (13) |
| 15                                       | Sarah Marine Rouffanche / Geoffrey Brissaud | França           | 110.18 | 45.37 (16) | 64.81 (16) |
| 16                                       | Tina Garabedian / Alexandre Laliberté       | Armênia          | 109.34 | 42.57 (18) | 66.77 (15) |
| 17                                       | Eugenia Tkachenka / Yuri Hulitski           | Bielorrússia     | 107.89 | 46.14 (15) | 61.75 (18) |
| 18                                       | Sofia Sforza / Leo Luca Sforza              | Itália           | 107.80 | 45.20 (17) | 62.60 (17) |
| 19                                       | Lee Ho-jung / Richard Kang-in Kam           | Coreia do Sul    | 101.92 | 40.49 (20) | 61.43 (19) |
| 20                                       | Marina Elias / Denis Koreline               | Estônia          | 99.79  | 41.62 (19) | 58.17 (20) |
| Não avançaram para a dança livre / longa |                                             |                  |        |            |            |
| 21                                       | Ekaterina Fedyushchenko / Lucas Kitteridge  | Reino Unido      | —      | 39.05 (21) |            |
| 22                                       | Nicole Kuzmich / Alexandr Sinicyn           | República Tcheca | —      | 38.95 (22) |            |
| 23                                       | Kimberly Berkovich / Ronald Zilberberg      | Israel           | —      | 37.50 (23) |            |
| 24                                       | Guostė Damulevičiūtė / Deividas Kizala      | Lituânia         | —      | 37.10 (24) |            |
| 25                                       | Christine Smith / Simon Eisenbauer          | Áustria          | —      | 34.67 (25) |            |
| 26                                       | Robynne Tweedale / Edward Carstairs         | Reino Unido      | —      | 33.89 (26) |            |
| 27                                       | Valentina Schär / Carlo Röthlisberger       | Suíça            | —      | 31.13 (27) |            |

## Quadro de medalhas
| Ordem | País           | Medalha de ouro | Medalha de prata | Medalha de bronze |    | Ordem por total |
| ----- | -------------- | --------------- | ---------------- | ----------------- | -- | --------------- |
| 1     | Rússia         | 2               | 1                | 1                 | 4  | 1               |
| 2     | China          | 1               | 1                |                   | 2  | 3               |
| 3     | Japão          | 1               |                  | 2                 | 3  | 2               |
| 4     | Canadá         |                 | 1                |                   | 1  | 4               |
| 4     | Estados Unidos |                 | 1                |                   | 1  | 4               |
| 6     | Ucrânia        |                 |                  | 1                 | 1  | 4               |
| TOTAL | TOTAL          | 4               | 4                | 4                 | 12 | —               |